# Sunny Side, Novi Meksiko
Sunny Side je naseljeno neuključeno područje u okrugu Colfaxu u američkoj saveznoj državi Novom Meksiku. 
Ime je prikupio United States Geological Survey između 1976. i 1981. u prvoj fazi prikupljenja zemljopisnih imena, a Informacijski sustav zemljopisnih imena (Geographic Names Information System) ga je unio u popis 13. studenoga 1980. godine.

## Zemljopis
Nalazi se na 36°21′49″N 104°54′7″W / 36.36361°N 104.90194°W
Naselje se pruža duž državne ceste br. 21 između Rayada i Miamija.